# Πヘリックス

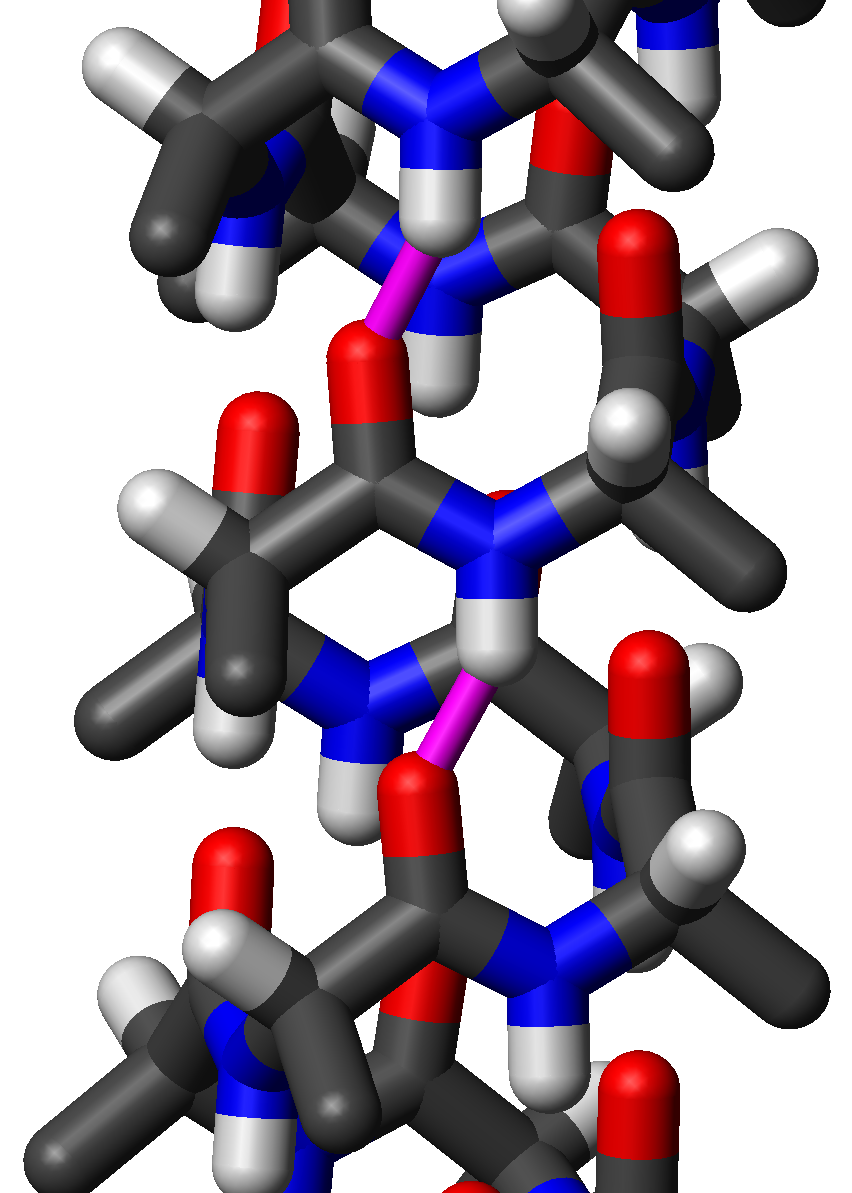
πヘリックス中のアラニンを横から見た原子模型。2つの水素結合はマゼンタで色付けしてある。酸素-水素間の距離は1.65Åである。ポリペプチド鎖は上向き、すなわちN末端が下、C末端が上に位置している。アミノ酸の側鎖が下向き、つまりN末端の方を向いていることにも注意して欲しい。

πヘリックスは、タンパク質中に見られる二次構造の一つである。

## 標準的な構造
通常のπヘリックスは右巻きのらせんである。構成するアミノ酸は87°ずつ回転しながら4.4残基で1巻きし、1巻きごとに軸方向に1.15Å進む。さらにアミノ酸のアミノ基は5つ先のアミノ酸のカルボキシル基と水素結合を形成する。これが310ヘリックスだと3残基先の、αヘリックスだと4残基先のアミノ酸との結合になる。
πヘリックスの残基の二面角 (φ, ψ) は、(-55°, -70°) に近い値を取るが、実は二面角の合計が-125°となるような値を取りうる。これと比べ、310ヘリックスだと二面角の合計はおよそ-75°、αヘリックスだとおよそ-105°となる。全てのトランス型ポリペプチドヘリックスの回転角Ωを与える公式は次のような式になる。
{\displaystyle 3\cos \Omega =1-4\cos ^{2}\left({\frac {\phi +\psi }{2}}\right)}

## 左巻きの構造
原理的には、二面角の符号を変えて (φ, ψ) を (55°, 70°) とすることにより、左巻きのπヘリックスを構成することも可能である。擬鏡像体のヘリックスは右向きのものと同じく、4.4残基で1回転し、1回転あたり1.5Å進む。しかしアミノ酸残基自体が左向きのキラリティを持っているため、これは真の鏡像体にはならない。天然に存在するアミノ酸でφが55°の値を取れるのはグリシンのみであるため、左向きの長いπヘリックスは普通見られない。